# Foveosculum striatifer
Foveosculum striatifer là một loài tò vò trong họ Ichneumonidae.